# (78) Diane
Pour les articles homonymes, voir Diane et Diana.
(78) Diane (désignation internationale (78) Diana) est un astéroïde de la ceinture principale découvert par Robert Luther le 15 mars 1863.
Diane est un astéroïde de type C et a un diamètre de 116 kilomètres. Il a été nommé en hommage à Diane, déesse latine.
Diane a occulté une étoile le 4 septembre 1980.

## Compléments